# 中村竹弥
中村 竹弥（なかむら たけや、1918年7月11日 - 1990年5月28日）は、日本の俳優。東京府東京市浅草区（現・東京都台東区）出身。妻は女優の花柳小菊。

## 来歴・人物
父は7代目市川中車門弟の市川百太郎（のちの松本麗三郎）。旧・今戸高等小学校（現・台東区立桜橋中学校）卒業後、歌舞伎役者の中村竹三郎に弟子入り。1933年、15歳のとき宮戸座で初舞台を踏む。
尾上菊五郎劇団、松竹移動国民劇で長い下積み生活を送っていたが、1953年のテレビ開局に伴い、テレビ時代劇に進出、KRテレビ（現・TBSテレビ）の専属俳優となった。
『江戸の影法師』（1955年）で主役を得ると、無名の存在から一躍茶の間の人気者となり、以後『半七捕物帳』（1956年）、『右門捕物帖』（1957年）、『旗本退屈男』（1959年）、『新選組始末記』（近藤勇役 1961年）、『丹下左膳』（1965年）など同社の人気ドラマに次々と主演し、草創期のテレビ時代劇を代表する俳優となった。歌舞伎出身で、テレビが生んだ時代劇スターの第1号といわれる。
1966年以降はTBSテレビの専属を離れ、時代劇を中心に存在感のある脇役として活動した。東京12チャンネル（現・テレビ東京）で1970年にスタートした「大江戸捜査網」の御前こと旗本寄合席隠密支配・「内藤勘解由」はあたり役となり、「内藤のお殿様」と呼ばれるほどの人気を博し、1981年まで演じた。「大岡越前」では鳶職の親方で町火消の頭、「伊三郎」を長く演じ、「水戸黄門」では家老といった重厚感のある脇役を多く演じていた。
名古屋市中区の御園座の「細川たかし公演」に出演中の1990年1月に体調を崩し降板、その後、体調はさらに悪化し同年5月20日に国立国際医療研究センター病院に入院するが、5月28日午前10時52分に心不全のため帰らぬ人となった（満71歳）。

## 出演

### 映画
- 残酷の河（1963年、松竹） - 明智光秀　※初出演映画作品。
- 幕末残酷物語（1964年、東映） - 近藤勇
- 新鞍馬天狗（1965年、大映） - 近藤勇
- 日本大侠客（1966年、東映） - 大滝喜一郎
- 男の勝負（1966年、東映） - 中村治兵衛
- 昭和残侠伝 一匹狼（1966年、東映） - 本間昌作
- 博奕打ち 一匹竜（1967年、東映） - 伊勢
- 続・渡世人（1967年、東映） - 藤井銀蔵
- 侠客列伝（1968年、東映） - 坂上千代松
- 人生劇場 飛車角と吉良常（1968年、東映）
- 前科 ドス嵐（1969年、日活） - 千石長太郎
- やくざの横顔（1970年、日活） - 本堂太平
- 斬り込み（1970年、日活） - 郷田政二郎
- 鮮血の記録（1970年、日活） - 北村
- 昭和残侠伝 死んで貰います（1970年、東映） - 寺田友之肋
- 現代やくざ 盃返します（1971年、東映） - 長尾
- 潮騒（1975年、東宝） - 宮田照吉
- 春琴抄（1976年、東宝） - 鵙屋安左兵衛
- 隠密同心 大江戸捜査網（1979年、東宝） - 内藤勘解由
- 俺ら東京さ行ぐだ（1985年、松竹） - 農協の理事長
- マルサの女2（1988年、東宝） - 漆原

他

### テレビドラマ
- 不漁期（1953年、NHK） ※テレビ初出演作品
- 江戸の影法師（1955年、KR）
- 隠密草子（1955年、KR）
- 鞍馬天狗（1956年、KR）
- 半七捕物帖（1956年、KR）
- 右門捕物帖（1957年 - 1958年、KR）
- 又四郎行状記（1958年、KR）
- 火の山（1958年、KR）
- 旗本退屈男（1959年 - 1960年、KR） - 早乙女主水之介
- 風流あばれ奉行（1960年、KR）
- 新選組始末記（1961年 - 1962年、TBS） - 近藤勇
- 東芝日曜劇場（TBS）
  - 第285回「山吹」（1962年）
  - 第512回「雨の庭」（1966年）
- ご存知膝栗毛（1962年、NHK）
- 父子鷹（1964年、TBS）
- 幕末（1964年 - 1965年、TBS）
- 燃ゆる白虎隊（1965年、TBS）- 日向外記、松平容保（二役）
- 丹下左膳（1965年 - 1966年、TBS） - 丹下左膳
- 源義経（1966年、NHK） - 熊谷直実
- 戦国太平記 真田幸村（1966年 - 1967年、TBS）
- 若さま侍捕物帖（1967年、NTV）
- ゆば（1967年 - 1968年、TBS）
- パパの青春（1968年、TBS）
- レモンの涙（1968年、NET）
- 素浪人 月影兵庫 第2シリーズ 第72話「君子が墓穴を掘っていた」（1968年、NET）
- まぼろし城（1968年、MBS） - 土居忠勝
- 大奥 第1話「家光の見染めた娘」（1968年、KTV） - 徳川家康
- 日本剣客伝 第3話「上泉伊勢守」（1968年、NET）
- 嫁ゆかば（1968年、NTV）
- ながい坂（1969年、NET）
- あゝ忠臣蔵（1969年、KTV） - 不破数右衛門
- 鞍馬天狗（1969年、NHK） - 大河内勘解由
- S・Hは恋のイニシァル（1969年、TBS）
- 五番目の刑事（1969年 - 1970年、NET） - 山田部長刑事
- 銭形平次 （CX）
  - 第140話「春姿一番手柄」（1969年） - 仁助
  - 第445話「でんでん太鼓」（1974年） - 吉五郎
  - 第494話「武士道無残」（1975年） - 矢沢頼母
  - 第552話「包丁がらす」（1976年） - 滝蔵
- 水戸黄門（TBS / C.A.L）
  - 第1部 第21話「子の刻登城 -高遠-」（1969年12月22日） - 相良釆女正
  - 第3部 第7話「日本一の川人足 -島田-」（1972年1月10日） - 伝三
  - 第4部 第33話「長槍始末記 -古河-」（1973年9月3日） - 小田切勘兵衛
  - 第7部 - 善作
    - 第9話「群狼の罠 -函館-」（1976年7月19日）
    - 第10話「吼えろ!! 北海の火縄銃 -函館-」（1976年7月26日）

  - 第8部 第17話「鹿が知ってた悪い奴 -奈良-」（1977年11月7日） - 浅野松伯
  - 第9部 第18話「命を賭けた忍びの掟 -五箇山-」（1978年12月4日） - 市介
  - 第10部 第17話「御老公を暗殺せよ!! -彦根-」（1979年12月3日） - 瓜生治左衛門
  - 第11部 第25話「胸に悲願の裏切り者 -佐倉-」（1981年2月2日） - 成瀬修理
  - 第12部 第13話「御老公を爆殺せよ! -高松-」（1981年11月23日） - 彦坂織部正
  - 第13部 第26話「六十余州は日本晴れ -鹿児島・水戸-」（1983年4月11日） - 有村内蔵之助
  - 第14部、第16部 - 第17部（1983年、1986年 - 1987年） - 中山備前守
- 鬼平犯科帳（テレビ朝日 / 東宝）
  - 第1シリーズ 第41話「白浪看板」（1970年） - 夜兔角右衛門
  - 第2シリーズ 第17話「のっそり医者」（1972年） - 萩原宗順
- 竹千代と母（1970年、NTV）- 酒井正親
- 大坂城の女（1970年、KTV） - 真田幸村
- 大江戸捜査網（1970年 - 1981年、12ch/日活，三船プロ） - 内藤勘解由
- 樅ノ木は残った（1970年、NHK） - 岡村屋三右衛門
- 大岡越前（TBS / C.A.L）
  - 第1部 - 第3部（1970年 - 1973年） - 鳶の伊三郎
  - 第6部 第2話「辻斬り三葉葵」（1982年3月15日） - 加納五郎左衛門
  - 第9部 第1話「大岡越前」（1985年10月28日）、第2話「天下を狙った魔性の女」（1985年11月4日） - 松平乗邑
- 柳生十兵衛 第19話「南国慕情」（1971年、CX） - 宇留間仁斉
- 人形佐七捕物帳（1971年、NET） - 吉兵衛
- 美しきチャレンジャー（1971年、TBS） - 小鹿みどりの父親
- 太陽の恋人（1971年、NET） - 天地政五郎
- 大忠臣蔵 第5話「元禄の一番長い日」（1971年、NET） - 多門伝八郎
- 徳川おんな絵巻 第32話「美しき女教師」、第33話「戦場のなでしこ隊」（1971年、KTV） - 西郷頼母
- 天皇の世紀 第4話「地熱」、第5話「大獄」（1971年、ABC） - 井伊直弼
- 一心太助（1971年 - 1972年、CX） - 明石屋銀平
- 二人の素浪人 第7話「闇を裂く隠密二代」（1972年、CX / 東映） - 井筒屋新兵衛
- ウルトラマンタロウ 第1話「ウルトラの母は太陽のように」（1973年、TBS） - 白鳥潔
- 江戸を斬る 梓右近隠密帳（1973年 - 1974年、TBS） - 石谷十蔵貞清
- 非情のライセンス 第2シリーズ 第61話「兇悪の美女」（1975年、NET） - 半村平七郎
- 徳川三国志（1975年 - 1976年、NET） - 土井大炊頭利勝
- 破れ傘刀舟 悪人狩り 第88話「百年目の逃亡者」（1976年、NET） - 八田左内
- 遠山の金さん 杉良太郎版 第57話「ギヤマン飾りの女」（1976年、NET / 東映） - 水野忠邦
- 子連れ狼 第3部 第17話「香りを着て」 - 第19話「血河の灯」（1976年、NTV） - 長崎屋
- 桃太郎侍 （NTV / 東映）
  - 第24話「鬼奉行を消せ」（1977年） - 勘助
  - 第225話「桃太郎一家全員失業」（1981年） - 内藤豊後守
- 白い荒野（1977年、TBS）
- ただいま見習中 逃げないでママ（1977年、CX）
- 文五捕物絵図（1977年、NHK）
- 特捜最前線 第1話「愛の十字架」（1977年4月6日、ANB） - 西田刑事
- 華麗なる刑事 第11話「たった一人の闘い」（1977年、CX）
- ポーラテレビ小説 / 夫婦ようそろ（1978年、TBS） - 磯屋仁右衛門
- 同心部屋御用帳 江戸の旋風IV 第2話「望郷の果て」（1978年、CX / 東宝） - 研辰
- 土曜ワイド劇場 （テレビ朝日）
  - 松本清張の種族同盟（1979年） - 若宮正道
  - 天知茂の明智小五郎シリーズ「江戸川乱歩の美女シリーズ」『化粧台の美女 江戸川乱歩の蜘蛛男』（1982年） - 山際大造
- 風鈴捕物帳 第13話「雨中に消えた直訴状」（1979年、ANB）
- 新五捕物帳 第58話「ふきっ溜りの青春」（1979年、NTV / ユニオン映画） - 高垣
- 雪姫隠密道中記 第1話「雪姫隠密道中記」（1980年、TBS） - 森本儀太夫
- 斬り捨て御免! 第6話「捨て身の勝負 江戸の花」（1980年、12ch） - 散右衛門
- 鬼平犯科帳 第1シリーズ 第19話「老盗の夢」（1980年、ANB） - 蓑火の喜之助
- 西部警察 第109・110話「西部最前線の攻防（前・後編）」（1981年、ANB） - 前田義平
- 西部警察 PART-II 第26話「－北都の叫び－ カムバック・サーモン!」（1982年、ANB） - 林栄吉
- 大奥 第8話「偽れる唇」・第13話「子連れ将軍と五人の女」（1983年、KTV） - 天海
- 火曜サスペンス劇場（NTV）
  - 車内禁煙殺人事件（1984年）
  - 京都慕情殺人事件 あなたは愛のために死ねますか（1985年）
- 特命刑事ザ・コップ 第11話「女ゴルファーを狙え!」（1985年、ABC）
- 銀河テレビ小説 / 素晴らしき帰郷（1988年、NHK）
- 土曜ワイド劇場 / 密会の宿（5） 家元争いの陰に女たちの艶やかな謀略が舞う（1989年、ANB）

他

### ラジオドラマ
- 笛吹童子（1953年、NHKラジオ第1放送）
- 風雲黒潮丸（1955年、ニッポン放送）